# Twenty20
El críquet Twenty20 o T20 es una variación de la forma original del críquet instaurada en 2003 en el Reino Unido por la England and Wales Cricket Board.  Junto al List A cricket y el first-class cricket, es una de las tres modalidades de críquet reconocidas por el Consejo Internacional de Críquet.

## Creación
La principal diferencia de esta variación del deporte es que cada equipo tiene un único innings y una máximo de 20 overs (al contrario que el críquet tradicional que no tiene una cantidad limitada de overs), reduciendo así drásticamente la duración de un partido (que en la forma tradicional puede durar varios días). Recientemente ha ganado mucha popularidad, ya que su duración reducida permite la transmisión completa de los encuentros por televisión.

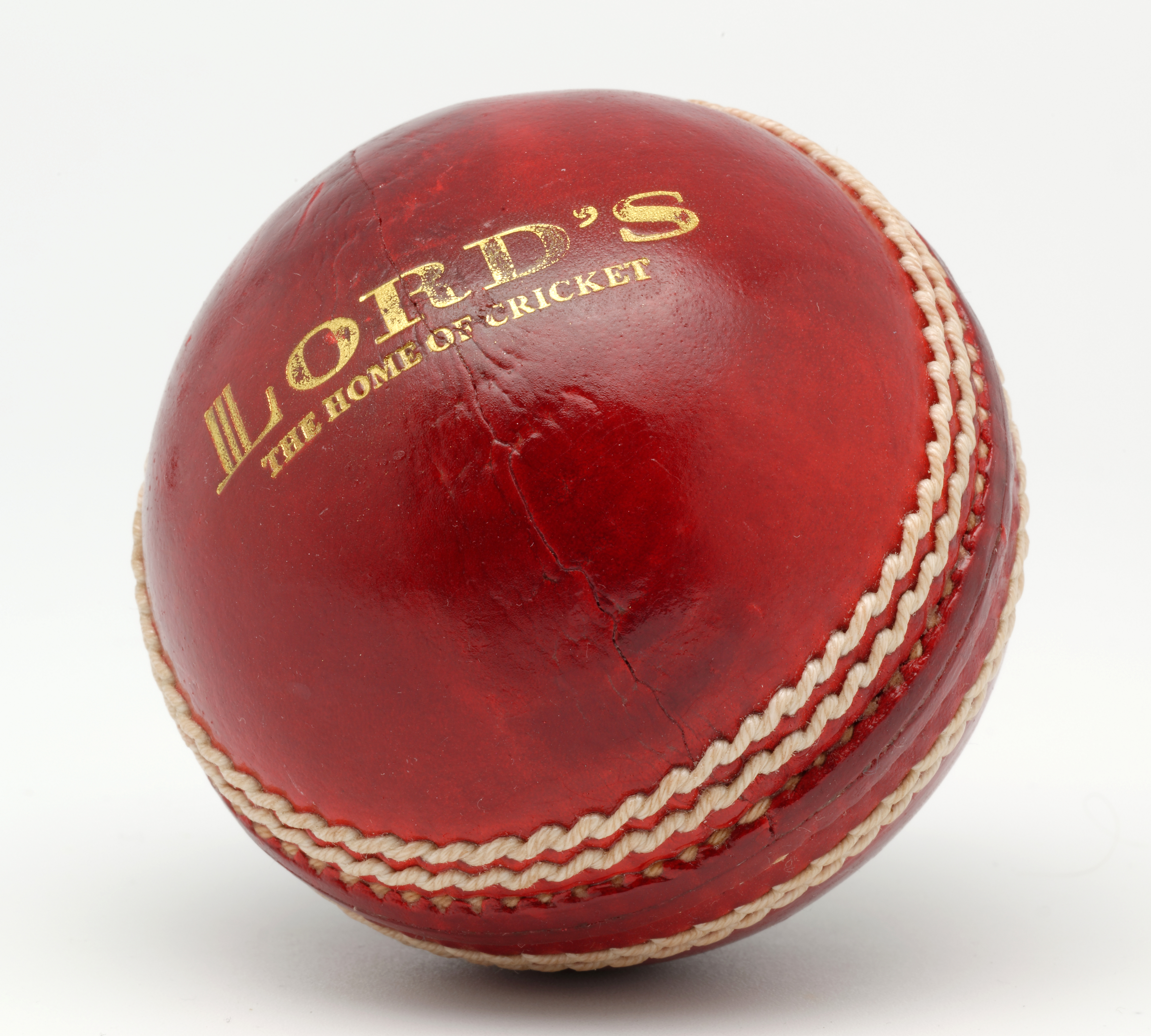
Una pelota de críquet.

El formato otorga horarios más cortos de los encuentros, aceptable para una hipotética futura entrada en la agenda de los Juegos Olímpicos, y nuevas competiciones con periodos reducidos de días como la Liga Premier de India y la Copa Mundial de Críquet Twenty20.

## Campeonatos

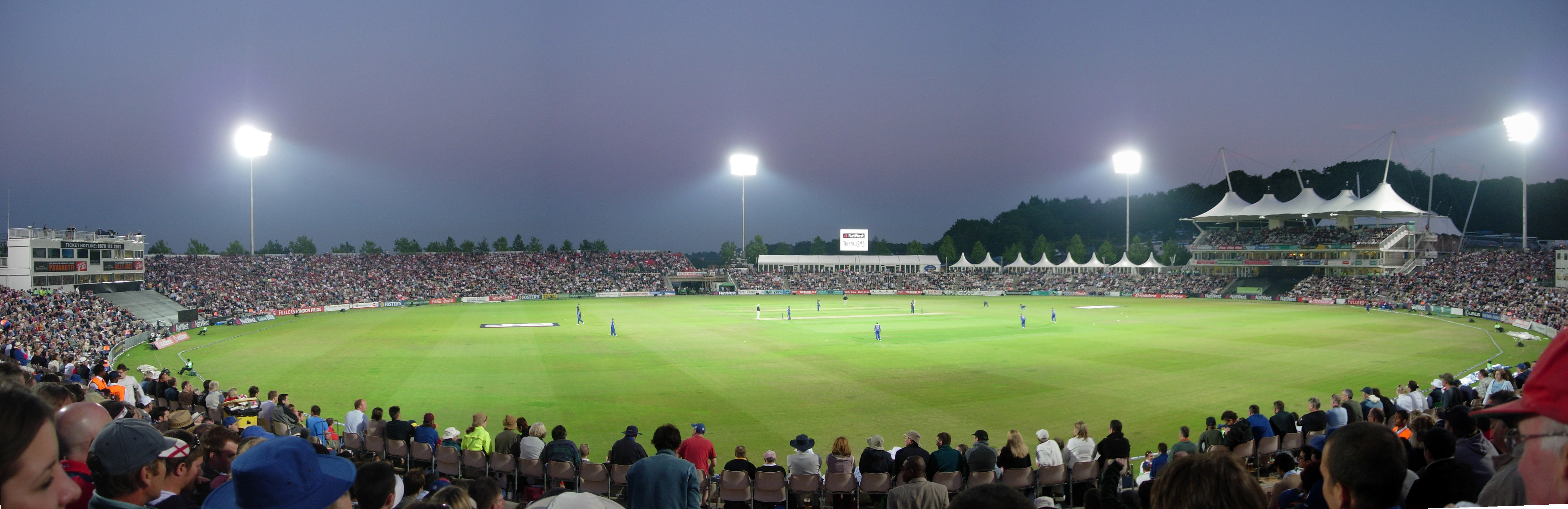
Un partido de Twenty20 entre Inglaterra y Sri Lanka en el Rose Bowl en junio de 2006

| País                | Campeonatos Nacionales               |
| ------------------- | ------------------------------------ |
| Australia           | Big Bash League                      |
| Bangladés           | Bangladesh Premier League            |
| Canadá              | Scotiabank National T20 Championship |
| Inglaterra          | NatWest t20 Blast                    |
| India               | Indian Premier League                |
| Kenia               | East Africa Premier League           |
| Nepal               | Nepal Premier League                 |
| Nueva Zelanda       | HRV Cup                              |
| Pakistán            | Faysal Bank T20 Cup                  |
| Escocia             | Murgitroyd Twenty20                  |
| Sudáfrica           | Ram Slam T20 Challenge               |
| Sri Lanka           | Sri Lanka Premier League             |
| Estados Unidos      | American Twenty20 Championship       |
| Indias Occidentales | Caribbean Premier League             |
| Zimbabue            | Stanbic Bank 20 Series               |